# Ellen Haniel-Lutterotti
Ellen Haniel (* 18. Jänner 1914 in München, Königreich Bayern; † 21. März 1970 in Kaltern) war eine deutsche Kunsthistorikerin, die ab 1941 in Südtirol lebte.

## Leben
Ellen Haniels Eltern waren der Zoologe Curt Berthold Haniel (1886–1951) und Hedwig Hepperger zu Tirschenberg und Hoffensthal (1883–1973). Ellen studierte Kunstgeschichte an der Ludwig-Maximilians-Universität München und promovierte 1940 bei dem Kunsthistoriker Hans Jantzen mit der Dissertation „Meister Wenzlaus von Riffian“.
Ab Juni 1941 war sie Mitarbeiterin der Forschungsgemeinschaft Deutsches Ahnenerbe in Bozen. Dort war sie der Gruppe Museen und Kunstschätze zugeordnet, deren Leiter der Kunsthistoriker Josef Ringler war. Dieser war seit 1939/40 Mitglied des Museumsvereins Bozen, wo er einer Kommission angehörte, die ausgewählte Sammlungen des Stadtmuseums Bozen in das Deutsche Reich überführen sollte, sofern diese gemäß Artikel 27 des Südtiroler Optionsabkommens als „Deutsches Kulturgut“ einzustufen waren. Zugleich sollte der gesamte kulturhistorisch wichtige Besitz der deutschsprachigen Umsiedler aus Südtirol verzeichnet werden.
1943 arbeitete Ellen Haniel neun Monate im Ferdinandeum, wo sie wiederum im Auftrag der Forschungsgmeinschaft Deutsches Ahnenerbe die topografischen Aufnahmen Südtirols ordnen sollte. 1944 wurde sie zurück nach Bozen versetzt; dort hatte sie die aus den Uffizien entnommenen Bilder zu überwachen und zu katalogisieren, die Anfang September 1944 ins Passeiertal bzw. nach Schloss Neumelans in Taufers verbracht wurden.
1946 vermählte sie sich mit dem Mediziner Ludwig von Lutterotti (1916–1980), der im Roten Haus in Kaltern als Gemeindearzt wirkte. 1970 starb sie bei einem Verkehrsunfall.

## Nachleben
2005 veröffentlichte der Historiker Hans Heiss in Grenzgängerin Ellen Haniel-Lutterotti (1914–1970) – Kriegsjahre zwischen München, Bozen und Innsbruck, Regimenähe und Dissens Auszüge aus ihren Tagebüchern, die sie als wichtige Zeitzeugin ausweisen.

## Schriften
- Meister Wenzlaus von Riffian, Dissertation, München 1940.
- Romanisches Vortragekreuz in ehemalig Südtiroler Privatbesitz. In: Pantheon, Jahrgang 1943, 7. Heft, S. 162–164, München 1943.
- Die Kreuzigungsruppe der Hl.-Kreuz-Kapelle von St. Leonhard im Passeier. In: Veröffentlichungen des Museum Ferdinandeum, Band 20/25, 1945, S. 99–105.
- Die Chorfresken von St. Jakob in Strassen. In: Osttiroler Heimatblätter, 1948, S. 18.
- Ein mittelalterlicher Madonnenkopf aus Kaltern. In: Der Schlern, Band 40, 1966, S. 156–157.
- Erinnerungen an die Zeit der „Geher“ und „Bleiber“. Bozen, masch., 1981.[6]